# Ланка Сама Самаджа Парти
Ланка Сама Самадж(а) Парти (Lanka Sama Samaja Party — Партия общественного равенства Ланки, иногда переводится как Социалистическая партия Шри-Ланки или Ланкийская партия равноправного общества, синг.: ලංකා සම සමාජ පක්ෂය, тамил.: லங்கா சமசமாஜக் கட்சி) — троцкистская партия в Шри-Ланке. Первая современная политическая партия, появившаяся в Шри-Ланке (тогда Британский Цейлон).
Пользовалась наибольшей популярностью у цейлонских левых с момента своего образования в 1935 и до 1970-х годов. Руководимая марксистскими интеллектуалами из образованной и вестернизированной городской верхушки, она при этом опиралась на рабочих Коломбо и других городов Юго-Запада, играя важнейшую роль в местном рабочем движении, включая крупнейшее профсоюзное объединение страны — Цейлонскую федерацию труда.
С 1942 года ланкийские троцкисты состояли в Четвёртом Интернационале. ЛССП участвовала в коалиционных правительствах во главе с Партией свободы Шри-Ланки в 1964—1965 и 1970—1975 годах, за что была исключена из Воссоединённого Четвёртого Интернационала. Политическое влияние партии достигло пика в 1970-х годах, но постепенно снижалась в течение последних 40 лет. После выборов 1994 и 2004 годов по представителю ЛССП вновь становились министрами. С 4 декабря 2019 года лидер партии Тисса Витхарана является губернатором Северо-Центральной провинции.

## История

### Основание
Ланка Сама Самаджа была основана 18 декабря 1935 года для борьбы за независимость и социализм группой молодых людей (в основном из студентов, вернувшихся с учёбы в Британии под сильным влиянием идей Карла Маркса и Ленина, но также и современных западных социалистов наподобие Гарольда Ласки). Группа учредителей состояла из Н. М. Перера, Колвина Р. де Силвы, Лесли Гуневардене, Филипа Гунавардены и Роберта Гунавардены. К ней примыкал также С. А. Викрамасингхе — первый левый, избранный в Государственный совет Цейлона в 1931 году и впоследствии отколовшийся от ЛССП в Коммунистическую партию Цейлона.
ЛССП выросла из марксистского ядра, образовавшегося внутри Молодёжных лиг Цейлона, требовавших независимости от Британской империи. Важную роль в её становлении сыграло участие в событиях 1933 года: антиимпериалистическом «движении Сурийя-Мал» и забастовке на крупнейшем предприятии лёгкой промышленности на острове — прядильной и ткацкой фабрике Веллаватте. Партия, позиционировавшая себя защитницей интересов организованного пролетариата, деколонизации и экономической самодостаточности острова (а также противницей сингальского этнокоммунализма) вскоре стала основной политической силой в движении за независимость острова. Именно ЛССП популяризовала новое название Цейлона — Шри-Ланка.

### Первые шаги
В 1936 году ЛССП участвовала в выборах в Государственный совет в четырёх округах и победила в двух из них, Ависсавелле и Руанвелле. Два новых депутата, Филип Гунавардена и Н. М. Перера, оказались бельмом на глазу британского колониального правительства.
ЛССП установила братские отношения с Конгрессистской социалистической партией Индии и провела успешное турне по острову видной активистки последней Камаладеви Чаттопадхьяя, одновременно дистанцируясь от Коммунистической партии Индии.
В 1937 году британский губернатор колоний Реджинальд Стаббс попытался депортировать молодого человека англо-австралийского происхождения Марка Энтони Брэйсгёрдла, работавшего среди подвергавшихся бесчеловечному обращению рабочих на плантациях чая и присоединившегося к ЛССП. Начатая партией кампания способствовала победе в судах, отмене постановления о депортации и, что самое главное, росту антиколониальных настроений. Активисты ЛССП наподобие Брэйсгедла сыграли важнейшую роль в волне профсоюзных выступлений на плантациях (например, забастовке профсоюза Lanka Estate Workers' Union в Мулое в 1940 году).

### Троцкизм и Четвёртый Интернационал
Многие члены ЛССП оказались под влиянием идей Левой оппозиции во главе с Львом Троцким (Отдельные члены партии, в том числе Филип Гунавардена, уже контактировали с троцкистскими группами во время своего пребывания в Великобритании и США). Троцкисты в составе ЛССП объединились в тайную фракцию, известную как группа «Т» (в честь Троцкого). Первоначальными членами группы были Филип Гунавардена, Н. М. Перера, Колвин Р. де Силва, Лесли Гуневардене, Роберт Гунавардена и секретарь партии Вернон Гунасекера; позднее к ним присоединились Эдмунд Самараккоди и В. Караласингем.
В 1940 году от ЛССП откололась промосковская фракция во главе с С. А. Викрамасингхе, М. Г. Мендисом, Питером Кёнеманом и А. Вайдиалингамом, сформировавшая Объединённую социалистическую партию, на базе которой вскоре будет создана Коммунистическая партия Цейлона. Таким образом, ЛССП изначально утвердилась как партия, возглавляемая троцкистами, что отличало её от прочих ведущих коммунистических сил в большинстве стран, где верх взяли сталинисты.
В начале Второй мировой войны партия была вынуждена уйти в подполье, поскольку в соответствии с политикой Четвёртого Интернационала, опираясь на написанную в июле 1939 года статью Троцкого «Индия перед лицом империалистической войны», выступала против британских военных усилий. Два депутата от партии и другие члены её Центрального комитета были брошены в тюрьму, но Лесли Гуневардене уклонился от ареста и ушёл в подполье, проведя 20 апреля 1941 года тайную конференцию партии с участием 42 делегатов, принявших новую программу и устав. Одновременно открыто функционировавшая секция партии во главе с Робертом Гунаварденой, С. К. К Антонипиллаи, В. Каралассингемом, К. В. Лоренцем Перерой и Уильямом де Силвой возглавила забастовочную волну в мае 1941, 1942 и 1944 годах.
После налёта японцев на Коломбо 5 апреля 1942 года заключённые в тюрьму лидеры ЛССП бежали в Индию, где включили свою партию в Большевистско-ленинскую партию Индии, Цейлона и Бирмы — посредством последней ланкийские троцкисты получили формальное членство в Четвертом Интернационале.

### После Второй мировой войны
Однако Н. М. Перера и Филип Гунавардена выступили против слияния в БЛПИ и сформировали «Рабочую оппозицию», после войны восстановив на её базе ЛССП как независимую партию. Члены противоборствующей группы, включавшей ядро политэмигрантов из БЛПИ, фактически составляли отдельную Большевистскую партию равенства во главе Колвином Р де Силвой, Лесли Гунаварденой и Эдмундом Самараккодди. Отношения между двумя группами бывали антагонистическими и доходили до потасовок: БСР обвиняла ЛССП в «организационном меньшевизме», поскольку та требовала массовой партии, а не кадровой группы революционеров.
Обе фракции вновь на некоторое время сблизились, возглавляя стачечное движение в послевоенный период. На всеобщих выборах 1947 года ЛССП стала основной оппозиционной партией с 10 мандатами, а БПР получила 5 мест, плюс к ланкийским троцкистам был близок Цейлонский индийский конгресс (который позже станет Цейлонским рабочим конгрессом) Натесы Айера, располагавший 6 представителями в парламенте, а также ряд независимых депутатов. Тем не менее, С. В. Р. Д. Бандаранаике поддержали недавно созданную Объединённую национальную партию, которая таким образом смогла сформировать правительство во главе с Д. С. Сенанаяке.
В 1947 году активистки ЛССП, включая Вивьен Гуневардену и венгерско-еврейскую эмигрантку Эдит Дьёмрёи, вместе с представительницами других марксистских сил Цейлона основали «Объединённый женский фронт» («Эксат Кантха Перамуна») — первую автономную женскую организацию в стране социалистического толка. 
Большевистская партия равенства стала независимой партией в 1948 году и была признана ланкийской секцией Четвёртого Интернационала, когда БЛПИ была распущена. Вскоре в 1950 году партия слилась с ЛССП, таким образом получившим ланкийское отделение Четвёртого Интернационала. Однако Филип Гунавардена, выступивший против примирения с БПР, создал новую Виплавакари Ланка Сама Самаджа Парти.

### Ведущая левая партия
1950—1960-е годы считаются «золотой эрой» ЛССП, когда самые влиятельные профсоюзы в стране поддерживали её политический курс (особенно наиболее заметный профсоюз в госсекторе — Государственный союз канцелярской службы, чей первый лидер И. Дж. Викрема призывал к антиимпериалистической коалиции ЛССП и Компартии).
Участники ЛССП, находившиеся в изгнании в Индии, успешно перенесли на родину практику харталов (форма всеобщей забастовки, приводящая к остановке всей коммерческой деятельности на определённый период времени), наблюдавшуюся ими во время Августовского движения. В 1953 году ЛССП взяла на себя инициативу в организации хартала в ответ на повышение цен на рис с 25 до 70 центов за меру, бывшее нарушением предвыборных обещаний правительства ОНП, и другие меры «жёсткой экономии». Коммунисты, отколы от ЛССП и другие профсоюзы поддержали забастовку, но довольно пассивно.
В итоге, организованная ЛССП стачка полностью остановила страну, а правительство, опасаясь полномасштабной революции, бежало на военный корабль Королевского флота Великобритании «Newfoundland». Массовый подъем, сопровождавший действия бастующих, заставил Дадли Сенанаяке уйти в отставку с поста премьер-министра.

### Выборы и коалиционная политика
В 1956 году ЛССП заключила пакт с Объединённым народным фронтом (Махаджана Эксат Перамуна), состоящим из Партии свободы Шри-Ланки Соломона Бандаранаике и ВЛССП Филипа Гунавардены, договорившись не выставлять своих кандидатов друг против друга. Фронт завоевал сокрушительную победу на выборах того года, ЛССП снова стала главной оппозиционной партией, а Н. М. Перера — лидером оппозиции. ЛССП поддержала социальные реформы, начатые новым правительством, но выступила против политики сингальского этнонационализма. В июле 1959 года и ЛССП, и Коммунистическая партия прекратили любую поддержку правительства, поскольку внутрипартийные распри внутри ПСШЛ привели к временной победе правого крыла и изгнанию левых министров, таких как Филип Гунавардена.
В марте 1960 года ЛССП участвовала во всеобщих выборах под лозунгом «Вперед к правительству Сама Самаджа». Голосов, завоеванных ЛССП, коммунистами и Объединённым народным фронтом (новой социалистической партией Филипа Гунавардены, а не коалицией 1956 года), было достаточно (порядка 26 %), чтобы сделать их крупнейшим блоком в парламенте. Однако из-за раздельного участия в выборах ЛССП и ОНФ получили по 10 мест, а Компартия — всего 3. На очередных выборах в июле ЛССП заключила пакт с Партией свободы Шри-Ланки Сиримаво Бандаранаике, которая, таким образом, смогла стать новой главой правительства. 
Четвёртый Интернационал крайне критически оценил избирательную тактику ЛССП и её союзы с буржуазными и этнонационалистическими силами, из-за чего ланкийская секция предпочла не участвовать во Всемирном конгрессе ЧИ в следующем, 1961-м, году (на объединительном конгрессе 1963 года партию представлял Эдмунд Самараккоди).
После провала попытки офицеров армии и полиции совершить в 1962 году государственный переворот с целью прихода к власти ОНП, правящая ПСШЛ сдвинулась влево: местные отделения нефтяных компаний были национализированы, что привело к бойкоту страны со стороны нефтяных транснациональных корпораций (сорванного при помощи кооператива канзасских нефтяников и правительства Румынии). Воодушевлённые поворотом ПСШЛ, в неё перешли некоторые члены ЛССП, включая Ратнасири Викреманаяке.
Параллельно происходил и процесс радикализации левой оппозиции. Проведя совместный массовый Первомай, три главных левых партии (ЛССП, КП и ОНФ), запустили на десятую годовщину хартала 1953 года (12 августа 1963 года) Объединённый левый фронт. В ответ на давление слева Партия свободы стала предлагать марксистским партиям министерские посты и пытаться разрушить единство ОЛФ.

### Впервые во власти
В 1964 году ЛССП провела конференцию, на которой большинство проголосовало за теоретическую классификацию ПСШЛ Гектором Абхайавардханой как мелкобуржуазной партии, что сохраняло возможности для единого фронта с ней. Из двух фракций меньшинства, выступивших против, одна, во главе с Колвином Р. де Силвой и Лесли Гуневарденой, решила остаться в партии, но другая, во главе с Эдмундом Самараккоди, Меррилом Фернандо, В. Каралассингемом и Бала Тампое, покинула партию и сформировала Ланку Сама Самаджа Парти (Революционную) — ЛССП (Р).
Когда в том же году ЛССП присоединилась к коалиционному правительству Сиримаво Бандаранаике и три её депутата стали министрами: Н. М. Перера (финансы), Чоломондели Гуневардена (общественные работы) и Анил Мунезингхе (связь и коммуникации), — Воссоединённый Четвёртый Интернационал исключил ЛССП из своих рядов, передав членство ЛССП (Р). Это был первый случай в истории, когда сила, определяющая себя как троцкистская, входила в правительство (чуть ранее вице-президентом Боливии был избран бывший член троцкистской Революционной рабочей партии Хуан Лечин).
Когда коалиционное правительство пало в 1965 году, количество отданных за ЛССП голосов на выборах того года возросло, однако новая правящая семипартийная коалиция, возглавляемая ОНП, при правом правительстве Д. Ш. Сенанаяке (1965—1970) развязала кампанию преследований против марксистских сил, включая ЛССП. В 1968 году ЛССП вступила с ПСШЛ и КП в Объединённый фронт. Считается, что совместный первомайский митинг этого года стал крупнейшим за всю историю Шри-Ланки. Программа совместных действий левоцентристской оппозиции предусматривала плановое развитие экономики, национализацию коммерческих банков, осуществление индустриализации, введение государственного контроля над импортом товаров первой необходимости и проведение реформ в сельском хозяйстве.

### Пик влияния
Пик политического успеха ЛССП пришёлся на 1970 год, когда Объединённый фронт, в состав которого входила ЛССП, одержал внушительную победу — 116 мест из 151. От ЛССП в Палату представителей прошло 19 депутатов, что делало её второй по численности фракции парламента, опереджая ОНП. ПСШЛ с 91 мандатом могла формировать правительство единолично, но привлечением туда троцкистской и коммунистической партий рассчитывала нейтрализовать возможность забастовок. Благодаря парламентскому соглашению с Партией свободы ЛССП получила три места в правительстве: Н. М. Перера, Лесли Гунварден и Колвин Р. де Силва стали соответственно министрами финансов, транспорта, конституционных дел и плантационной промышленности.
Несколько членов ЛССП были назначены и на другие важные посты: Анил Мунесингх стал председателем Транспортной организации Цейлона, теоретик Гектор Абхайавардхана — главой Народного банка, а Дорик де Соуза — постоянным секретарём министерства плантаций. Ещё один член ЛССП, доктор Сенека Бибиле, стал председателем-учредителем Государственной фармацевтической корпорации (SPC), распространявшей лекарства среди населения по доступным ценам и ставшей моделью для ряда других стран «третьего мира».
Партия смогла продвинуть часть своей программы: были национализированы плантации, принадлежащие иностранным собственникам, приняты меры по сокращению разрыва между богатыми и бедными, в государственных компаниях и учреждениях были созданы демократически избранные советы рабочих под эгидой министров ЛССП (и сочувствующего Т. Б. Субасингхе).
Конгресс молодежных лиг Самасамаджи и другие организации, связанные с партией (членство в самой партии по-прежнему ограничивалось меньшим количеством кадров сообразно ленинистской модели), в это время переживали беспрецедентный рост. Партийное руководство смотрело на Чили Сальвадора Альенде как на модель революции парламентскими средствами, а слывший наиболее космополитичным в среде лидеров партии Лесли Гуневардене установил контакты с португальским Движением вооружённых сил Революции гвоздик апреля 1974 года и выступил как теоретик еврокоммунизма в его применении к местным условиям, написав брошюру «Можем ли мы прийти к социализма таким путём».

### Падение
Однако пребывание в правящей коалиции стало и началом конца успеха партии. Участие в правительстве, ответственном за жестокое подавление волнений 1971 года (восстания марксистско-ленинской партии Джанатха Вимукти Перамуна — Фронта народного освобождения — под началом Роханы Виджевиры) привели к утрате доверия к ЛССП среди значительной части электората.
Когда в 1975 году Объединённый фронт распался с изгнанием министров ЛССП, и партия последовала линии формирования нового союза левых сил — Объединённого социалистического фронта (SUF) с Компартией и Народно-демократической партией, состоящей из левых элементов ПСШЛ во главе с Нандой Эллавалой, выборы 1977 года обернулись для левых катастрофой — ЛССП и КП потеряли все свои места в парламенте (ЛССП и её союзники получили более 8 % голосов, но не прошли из-за характера мажоритарной избирательной системы).
В результате, впервые за 46 лет с момента введения всеобщего избирательного права в парламенте не были представлены марксистские партии. К тому же, во время выборов происходили беспорядки, сопровождавшиеся погромами против тамилов, а также троцкистов и других левых.
В том же году ЛССП пережила ещё один раскол, когда из неё вышла группа во главе с молодёжным лидером Васудевой Нанаяккарой, сформировавшая Нава Сама Самаджа Парти (НССП — Новую партию общественного равенства). НССП примкнула к Комитету за рабочий интернационал, который покинула в 1988 году, перейдя в 1991 году в Воссоединённый Четвёртый интернационал.
В 1980 году ЛССП пережила ещё худший удар — правительство ОНП спровоцировало забастовку в железнодорожном секторе, переросшую во всеобщую, после чего обрушилось на бастующих, завезя тысячи штрейкбрехеров из трущоб Коломбо и бросив в тюрьмы многих профсоюзных руководителей. Забастовка была подавлена, а вместе с ней и профсоюзное движение ЛССП.
В 1982 году ЛССП вновь расколол вопрос о коалиции с ПСШЛ. Анил Мунесингхе, Чоломондли Гуневардена, Дж. Э. Х. Перера, Уилфред Сенанаяке и другие сформировали Сама Самаджи Парти Шри-Ланки (ССПШЛ), которая в следующем году распалась и объединилась с ПСШЛ. Доходило до стычек между участниками ЛССП и ССПШЛ на совместном первомайском шествии.
На первых президентских выборах, состоявшихся в том же 1982 году, ЛССП выдвинула кандидатуру доктора Колвина Р. де Силвы, НССП — Васудевы Нанаяккары, а ССПШЛ поддерживала Гектора Коббекадуву из ПСШЛ. Кандидат ЛССП получил чуть меньше 1 % и занял 5-е место.
На протяжении 1980-х годов вместо ЛССП ведущее положение среди радикальных левых партий, по большей части сгруппированных в Объединённый социалистический альянс, заняла Народная партия Шри-Ланки (Махаджана Парти) — она выкристаллизовалась из фракции ЛССП, решительно выступившей против коммуналистских идей, противопоставляющих сингальскую и тамильскую общины острова, однако влияние и различных троцкистских, и ортодоксальной коммунистической партии всё более уступало околомаоистским левым националистам из Джаната Вимукти Перамуна.
После подписания соглашения между Индией и Шри-Ланкой в 1987 году от кампании правительственного террора пострадали как действующие, так и бывшие члены ЛССП, включая актёра Виджая Кумаратунгу, возглавившего Народную партию (Махаджана Парти) Шри-Ланки.

### Возвращение в парламент
В 1994 году ЛССП вступила в Народный альянс — фронт во главе с Партией свободы Шри-Ланки, — утверждая, что его лидер Чандрика Бандаранаике Кумаратунга проводила самый левый курс в истории страны. На выборах того года в парламент были избраны три члена ЛССП, а министром науки и технологий в правительстве НА стал Бернард Сойса, которого после его кончины сменил депутат ЛССП Васудева Нанаяккара (вернувшийся в ЛССП из НССП в 1994 году и избранный депутатом от Ратнапуры). Однако за свою публичную критику правительства НА он был исключён из рядов партии в 1999 году и возглавил Левый демократический фронт.
Когда ПСШЛ оставила Народный альянс и сформировала Объединённый народный альянс за свободу с Джаната Вимукти Перамуна в преддверии выборов 2004 года, КПШЛ и ЛССП первоначально в нём не участвовали. Тем не менее, на более позднем этапе они подписали с Партией свободы меморандум и участвовали в выборах на платформе ОНАС. На парламентских выборах, 2 апреля 2004 года Объединенный народный альянс за свободу получил 45,6 % голосов избирателей и 105 из 225 мест. Из этих 105 мест лишь одно принадлежало ЛССП. Тисса Витхарана был избран единственным членом парламента от ЛССП и назначен министром науки и технологий.
Влияние ЛССП, ставшей сателлитом ПСШЛ, продолжает постепенно уменьшаться. Конгресс молодежных лиг Самасамаджи был распущен. В 2006 году пять партий — Ланка Сама Самаджа Парти, Коммунистическая партия Шри-Ланки, Левый демократический фронт, Народная партия Шри-Ланки и Народная парти национального освобождения — сформировали Социалистический альянс.